# Per-Richard Molén
Per-Richard Molén, född 6 maj 1933 i Härnösand, död 18 januari 2021 i Sköns distrikt i Sundsvall, var en svensk politiker (moderat), som var riksdagsledamot 1982–1988, 1991–1994 och 1998–2002 för Västernorrlands läns valkrets.
I riksdagen var han ledamot i näringsutskottet 1991–1994 och i trafikutskottet 1998–2002.
Molén åtalades 1994 för mutbrott, efter att mot betalning ha gjort "analyser och bedömningar av företagsspecifika frågor" för SCA. Molén dömdes i tingsrätten men friades i hovrätten. Som en följd av tingsrättsdomen avsade han sig den riksdagsplats han erhållit i valet 1994.